# Maxime Roberge
Maxime Roberge (11 de marzo de 1972) es un deportista canadiense que compitió en judo. Ganó una medalla de bronce en los Juegos Panamericanos de 1999 en la categoría de –81 kg.

## Palmarés internacional
| Juegos Panamericanos | Juegos Panamericanos | Juegos Panamericanos | Juegos Panamericanos |
| Año                  | Lugar                | Medalla              | Categoría            |
| -------------------- | -------------------- | -------------------- | -------------------- |
| 1999                 | Winnipeg (Canadá)    | Medalla de bronce    | –81 kg               |